# Konstal 105Ng/2015
Konstal 105Ng/2015 – typ tramwajów powstałych w 2015 r. w wyniku modernizacji wagonów typu 105Ng/S w warsztatach firmy Tramwaje Szczecińskie w Szczecinie.

## Historia budowy

### 105Ng/S
W latach 2000–2001 w warsztatach tramwajowych szczecińskiego przewoźnika MZK Szczecin przeprowadzona została modernizacja tramwajów typu Konstal 105Na. W trakcie remontu tramwaje otrzymały nowe nadwozia z drzwiami odskokowymi, wózki, przetwornice statyczne, audiowizualny system informacji pasażerskiej. Drugie wagony w składzie przebudowano na doczepne poprzez usunięcie kabiny motorniczego i montaż w jej miejscu szafy z aparaturą elektryczną. Kasety na numer i kierunek linii wymieniono na wyświetlacze elektroniczne.

### 105Ng/2015
W 2015 r. tramwaje typu 105Ng/S poddano kolejnej modernizacji. Jej zakres obejmował wymianę układu napędowego poprzez zastąpienie silników prądu stałego i rozruchu oporowego nowymi silnikami asynchronicznymi i rozruchem impulsowym, nożny nastawnik jazdy zastąpiono ręcznym, wymieniono pantografy dwuramienne na połówkowe, zmodernizowano pulpit sterowniczy, ogrzewanie i wnętrze tramwajów. Poza tym wymieniono reflektory i zmieniono barwy na nowe, zgodne ze stylistyką Floating Garden.

## Dostawy
| Państwo        | Miasto         | Lata dostaw    | Liczba                          | Numery taborowe |       |  |
| -------------- | -------------- | -------------- | ------------------------------- | --------------- | ----- |  |
| Polska         | Szczecin       | 2000–2001      | 12 (w tym 6 wagonów doczepnych) | 531-542         | [ 1 ] |  |
| Łączna liczba: | Łączna liczba: | Łączna liczba: | 12                              |                 |       |  |

## Galeria

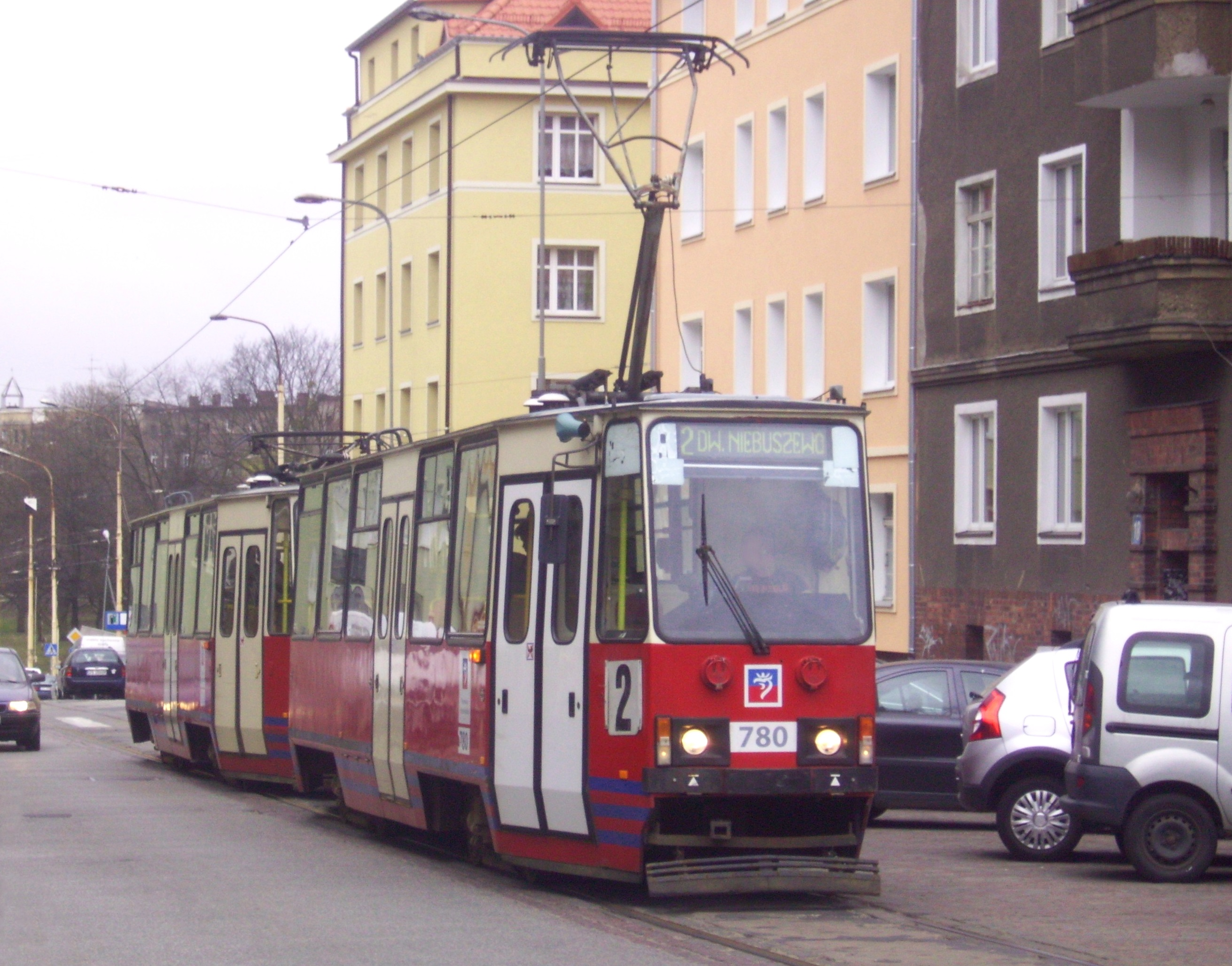
Tramwaje 105Ng/S na ulicy Asnyka
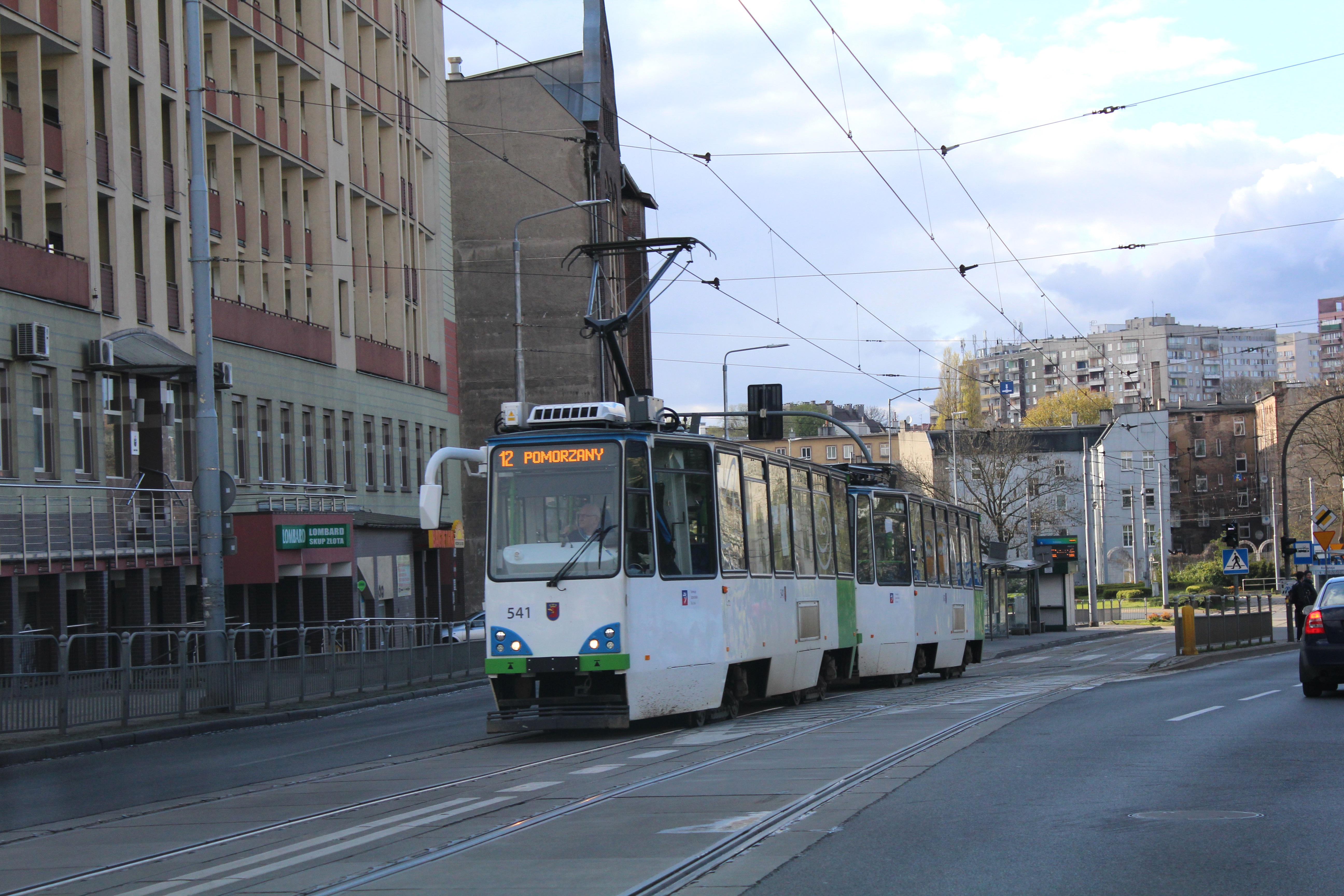
Skład po modernizacji
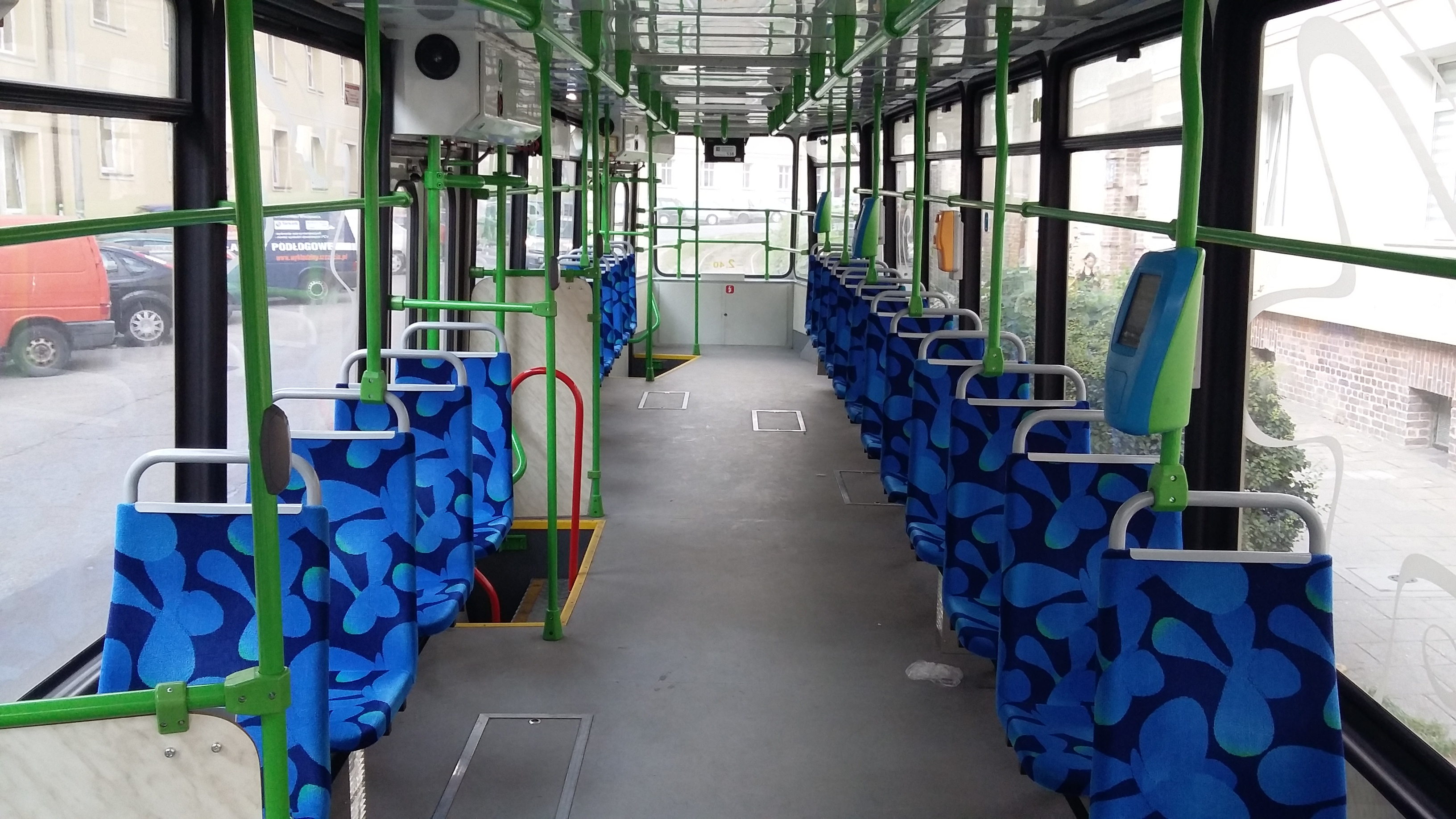
Wnętrze po modernizacji